# Leklanšeov element
Leklanšeov element (baterija) je galvanski element koji je izmislio i patentirao Žorž Leklanše 1866.

## Sastav
Leklanšeov element sastoji se od cinkanog suda u kome se nalazi šipka od grafita. Grafitna šipka stavljena je u platnenu vrećicu napunjenu mangan-dioksidom i ugljenikom. Kao elektrolit u ovom elementu služi rastvor nišadora. On je pomešan sa skrobom, tako da obrazuje vlažnu kašu. Cinkani sud u kome se ovo nalazi zaliven je s gornje strane smolom, u kojoj je napravljen vrlo mali otvor kroz koji izlaze gasovi koji se pri radu obrazuju.
U elementu se odvija hemijski proces razdvajanja naelektrisanja:
,
gde je  sa pozitivnim naelektrisanjem a Cl sa negativnim.

## Proces naelektrisanja
Joni  se kreću prema grafitnoj šipki, a joni Cl prema cinkanom sudu , usled kojeg se cinkani sud naelektriše negativno, a grafitna šipka pozitivno. Električni napon između polova Leklanšeovog elementa, dakle između grafitne šipke i cinkanog suda, iznosi 1,5 V. Vezivanjem više Leklanšeovih elemenata u bateriju dobija se izvor struje  koji ima viši električni napon između polova. U bateriji za džepnu lampu Leklanšeovi elementi su povezani tako što je grafitna šipka prvog elementa spojena sa cinkanim sudom drugog, i grafitna šipka drugog sa cinkanim sudom trećeg elementa.
Mesingane trake, koje su u spoju sa cinkanim sudom prvog i sa grafitnom šipkom trećeg elementa, jesu polovi baterije. Pri proizvodnji baterija, za pozitivan pol se pravi kraća a za negativan duža traka. Električni napon između polova opisane baterije iznosi 4,5 V.

## Korišćenje
Pri radu Leklanšeovog elementa troše se elektrolit i cinkana elektroda. Kad hemijski proces oslabi, napon između polova opada, pa je tada potrebno bateriju zameniti novom. Leklanšeovi elementi koriste se kao izvori struje u tranzistorskim uređajima, telefoniji i telegrafiji, baterijskim lampama itd.

## Literatura
- Dr Milan Raspopović, mr Bojana Nikić, dr Dragiša Ivanović, dr Dragomir Krpić, Jezdimir Tomić (2006). Fizika. Zavod za udžbenike i nastavna sredstva, Beograd.